# Atletismo nos Jogos Pan-Americanos de 1995 - 10 km marcha atlética feminina
A prova dos 10 km da marcha atlética feminina nos Jogos Pan-Americanos de 1995 foi realizada em 21 de março em Mar del Plata. Esta foi a última vez em que a distância foi disputada nos Jogos Pan-Americanos, sendo substituída na edição seguinte pela prova dos 20 km.
Sob condições quentes, as americanas e mexicanas ficaram separadas do restante das competidoras. Martínez foi a primeira a ficar para trás. Faltando 800 metros, Vaill foi desclassificada, enquanto Rohl recebeu o segundo cartão após 200 metros, desacelerando o passo. Com isso, Mendoza conseguiu manter a liderança e vencer a prova. 

## Medalhistas
| Ouro                        | Prata                            | Bronze                        |
| Graciela Mendoza MEX México | Michelle Rohl USA Estados Unidos | Francisca Martínez MEX México |

## Final
| Posição           | Nome               | Nacionalidade      | Marca    | Notas |
| ----------------- | ------------------ | ------------------ | -------- | ----- |
| Medalha de ouro   | Graciela Mendoza   | MEX México         | 46:31.93 |       |
| Medalha de prata  | Michelle Rohl      | USA Estados Unidos | 46:36.52 |       |
| Medalha de bronze | Francisca Martínez | MEX México         | 47:44.78 |       |
| 4                 | Liliana Bermeo     | COL Colômbia       | 48:29.02 |       |
| 5                 | Holly Gerke        | CAN Canadá         | 48:46.69 |       |
| 6                 | Miriam Ramón       | ECU Equador        | 50:13.15 |       |
| 7                 | Giovanna Morejón   | BOL Bolívia        | 51:04.38 |       |
| 8                 | Janice McCaffrey   | CAN Canadá         | 53:26.97 |       |
| 9                 | Lidia Cariego      | ARG Argentina      | 55:32.56 |       |
| 10                | Teresa Vaill       | USA Estados Unidos | DQ       | [ 4 ] |